# Shannonomyia (Shannonomyia) evanescens
Shannonomyia (Shannonomyia) evanescens is een tweevleugelige uit de familie steltmuggen (Limoniidae). De soort komt voor in het Neotropisch gebied.